# Rimush de Asiria

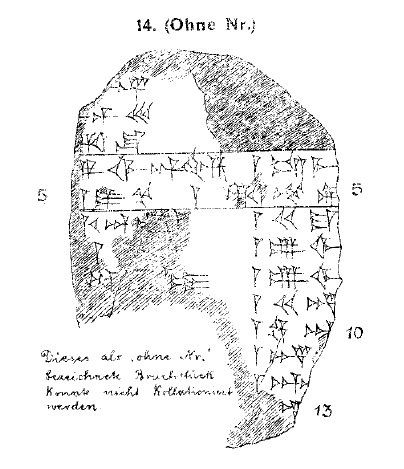
Arte lineal de Schroeder para el fragmento de la Lista de Reyes Asirios conocido como KAV 14.

Rimush, rey de Asiria hacia 1730-1727 aC, quizá hacia el 1733 aC y por un corto espacio de tiempo de meses. 
Su nombre, condenado e incompleto, aparece al final de una de las dinastía de una de las listas alternativas de reyes de Asiria. Según esta lista, entre este rey, cuyo nombre parece que sería Rimush, y su predecesor Mut-ashkur deberían haber gobernado 29 años. No se le menciona en la lista tradicional lo que hace pensar que su reinado fue relativamente corto. El siguiente rey fue Asinum el cual era nieto de Shamshiadad I y Rimush sería bisnieto de este rey, tal vez hijo de Mut-ashkur. Es muy posible que Rimush muriera después de un breve reinado (tan breve que ni fue incluido en las listas) sin descendencia o como mucho con descendientes menores, y le habría sucedido el que sería el hermanastro de Mut-ashkur, Asinum.
| Predecesor: Mut-ashkur | Rey de Asiria hacia 1730 a. C. | Sucesor: Asinum |

- Datos: Q3826793